# Дмитриевский сельсовет (Зилаирский район)
Дмитриевский сельсовет — муниципальное образование в Зилаирском районе Башкортостана России.

## История
Согласно Закону о границах, статусе и административных центрах муниципальных образований в Республике Башкортостан имеет статус сельского поселения.

## Население
| 2002 | 2009 | 2010 | 2012 | 2013 | 2014 | 2015 |
| ---- | ---- | ---- | ---- | ---- | ---- | ---- |
| 871  | ↘731 | ↘595 | ↘566 | ↘553 | ↘551 | ↘538 |
| 2016 | 2017 | 2018 |      |      |      |      |
| ↘526 | ↗529 | ↘524 |      |      |      |      |

## Состав сельского поселения
| № | Населённый пункт | Тип населённого пункта          | Население |
| - | ---------------- | ------------------------------- | --------- |
| 1 | Дмитриевка       | деревня, административный центр | ↘224      |
| 2 | Чуюнчи-Чупаново  | село                            | ↘137      |
| 3 | Мучетьбар        | хутор                           | ↘70       |
| 4 | Новопокровский   | хутор                           | ↘65       |
| 5 | Саратовский      | хутор                           | ↘65       |
| 6 | Картлазма        | хутор                           | ↘34       |
| 7 | Мяткися          | деревня                         | →0        |